# Folkrepubliken Moçambique
Folkrepubliken Moçambique (portugisiska: República Popular de Moçambique), var en självutropad socialiststat (allmänt känt som kommuniststat i västvärlden) som existerade från 25 juni 1975 till 1 december 1990, då man blev Republiken Moçambique. 
Efter självständigheten från Portugal 1975 etablerades Folkrepubliken Moçambique kort efter det att Frente de Libertação de Moçambique ("Frelimo"), som leddes av Samora Moises Machel, gick in i inbördeskrig med Resistência Nacional Moçambicana ("Renamo"), en gerillarörelse som först finansierades av Rhodesia (dagens Zimbabwe), senare av Sydafrika, som stödde och finansierade gruppen.
Folkrepubliken Moçambique knöt starka band till Folkrepubliken Angola och Sovjetunionen, båda kommuniststater vid den tiden. Folkrepubliken Moçambique hade också observatörsstatus inom Comecon ("Council for Mutual Economic Assistance"), som var en ekonomisk organisation för kommuniststater.